# パレオロゴス朝ルネサンス

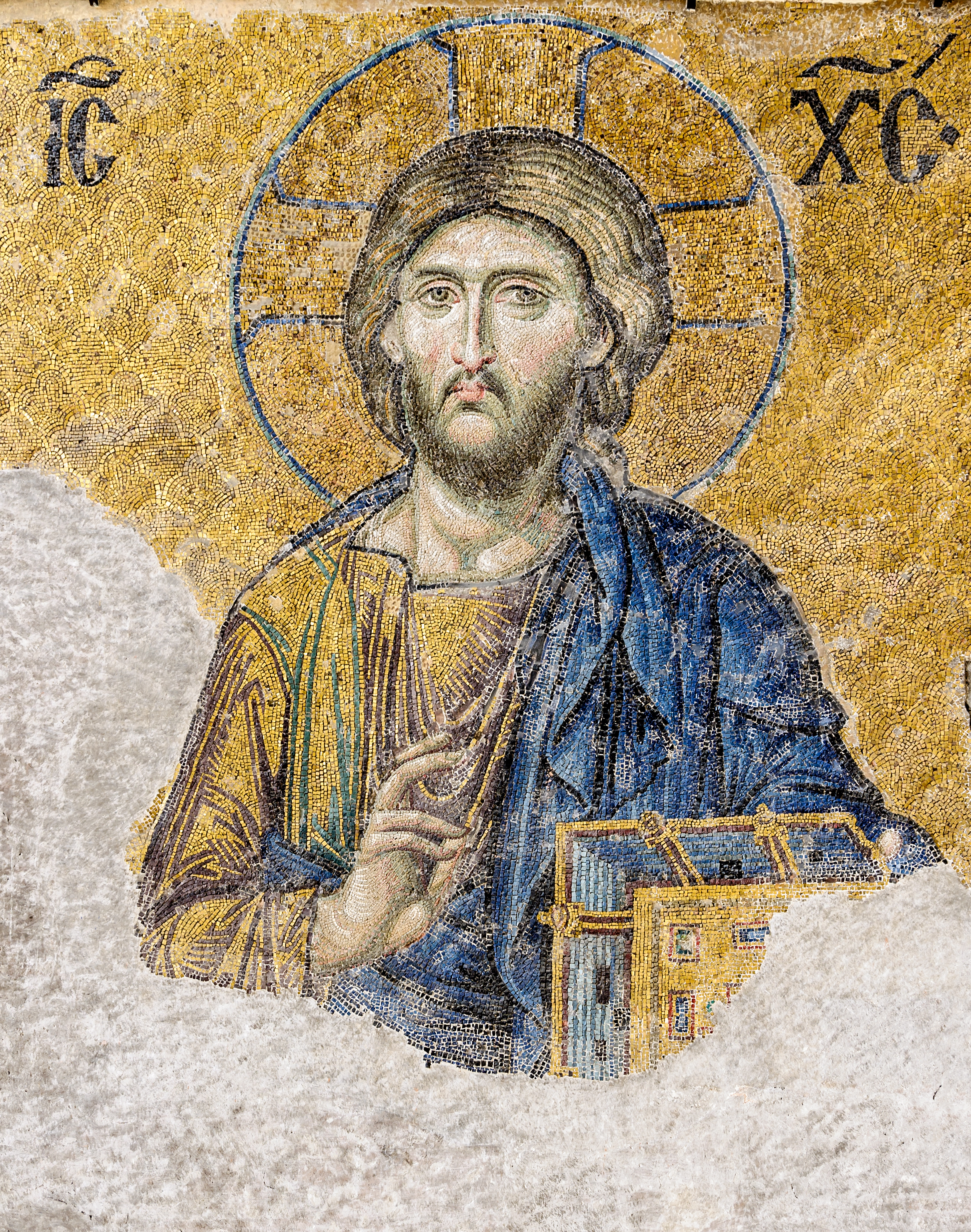
ハギア・ソフィア大聖堂に残るモザイク・イコン『デイシス』の一部（13世紀）。それまでのモザイク・イコンに比べ、イエス・キリストの顔が立体的に描かれている。

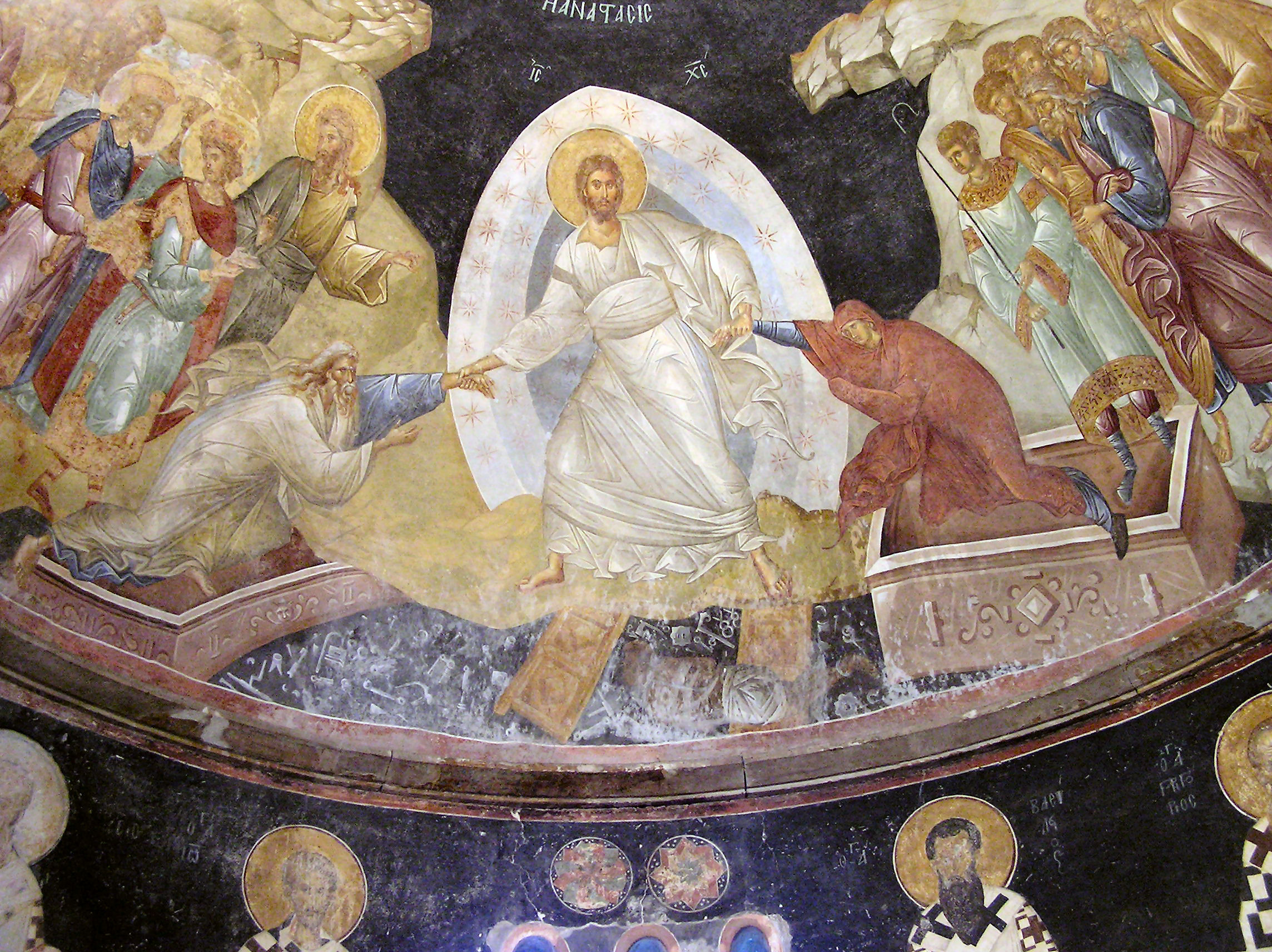
コーラ修道院のフレスコ・イコン『復活』

パレオロゴス朝ルネサンスは、東ローマ帝国における最後の古典復興、文化の高揚を指す言葉である。後に、イタリアのルネサンスに影響を与えた。

## 概要
かつて10世紀のマケドニア王朝期における文化の高揚は「マケドニア朝ルネサンス」とも呼ばれるが、東ローマ帝国最後の王朝であるパレオロゴス王朝（1261年 - 1453年）の文化についても提唱された概念である。
第4回十字軍（1202年 - 1204年）ではコンスタンティノポリスが西ヨーロッパに蹂躙され、ラテン帝国が建国され、東ローマ帝国は一時断絶する。1261年にミカエル8世パレオロゴスがコンスタンティノポリスを奪回、東ローマ帝国を復興させた（パレオロゴス朝）が、その後の東ローマ帝国はオスマン帝国やセルビア王国におされて領土は縮小。14世紀にはオスマン帝国の属国状態となり、政治・経済面では衰退する一方であった。
しかし、文化面では教会美術の隆盛が見られ、古代ギリシア文献の研究がさらに推し進められた。この時期になって文化面が興隆した理由は、東ローマ帝国がもはや東地中海の大帝国の座を失い、すっかり小国に転落してしまった中、人々が古代以来の伝統を持つ文化に、帝国の栄光を求めようとしたことがあるのではないか、とする研究者もいる。
教会美術では十字軍の打撃から回復し、かつてのビザンティン美術の水準を取り戻した。古代ギリシャ文化の復興を受けて、それまで様式的だった宗教画なども写実的に描かれるようになり、優美で写実的なモザイク壁画やフレスコ画が多数描かれた。主な中心地はコンスタンティノポリスとペロポネソス半島のミストラス（ミストラ）である。一部の研究者は、初期ルネサンスの画家ジョットの絵画と、コンスタンティノポリスのコーラ修道院のフレスコ画の近似性を指摘し、この時期の美術がイタリア・ルネサンスへ影響を及ぼしたのではないかと主張している。
文献の研究や著作活動、哲学なども発展した。多くの古典文献に注釈が付けられたほか、古代ギリシャの作品の写本や、古代の形式に則った作品が作られた。その作品の中には、長い間古代の作品だと思われていたほどのものまである。皇帝マヌエル2世パレオロゴス（在位：1391年 - 1425年）も滅亡寸前の帝国の維持に奮闘しながら学芸を保護し、多くの著作を残した。
また、最末期にミストラで活躍した哲学者ゲミストス・プレトンに至っては、「我々はギリシア人である」と主張し（東ローマ帝国の国民はローマ帝国の市民であるという自覚から「ローマ人」と称していた）、「古代ギリシアの神々を復活させるべきだ」という主張を行った。
科学の面でも、古代ギリシャの天文学がイスラム経由で逆輸入され、復興を遂げた。13世紀には後のグレゴリウス暦に近い暦法が考案されるまでになったが、実施されることはなかった。
フィレンツェ公会議の際には、プレトンはじめ多くの古典学者がイタリアを訪れ、古代ギリシア研究の成果をイタリアに伝えた。またコンスタンティノポリスの陥落による東ローマ帝国の滅亡前後には、多くの知識人がイタリアへ亡命し、その携えた古典の文献がイタリアに伝えられた。これらは、イタリアにおけるルネサンスの古典復興に大きな刺激を与えた。